# Fərid Məmmədov
Fərid Məmmədov (engl.: Farid Mammadov; * 30. August 1991 in Baku) ist ein aserbaidschanischer Popsänger. 

## Leben und Wirken
Mit der englischsprachigen Power-Ballade Hold Me gewann er die aserbaidschanische Vorentscheidung zum Eurovision Song Contest 2013 und durfte daher beim Wettbewerb in Malmö für sein Land antreten. Er erreichte im Finale den zweiten Platz mit 234 Punkten hinter der Siegerin Emmelie de Forest aus Dänemark.

## Diskografie
Singles
- 2012: Gəl yanıma
- 2013: İnan
- 2013: Hold Me